# San Tam Chi
Sant Tam Chi (en xinès 桑丹棨; pinyin: Sāng Dānqǐ) va ser un mestre d'arts marcials nascut a la Xina (1912-1986), alumne del gran mestre Hang Muxia i dedicat a l'entrenament del personal Militar en la guerra contra Japó. Sang Tam Chi ensenya al cos militar, tècniques de diversos animals (xingyiquan), Taijiquan estil Yang i els atrapis externs (chinna) i l'acupuntura. En armes, entrena el ganivet, la baioneta, les armes de foc, competències de tres petites paraules pel Bagua Dao, Seguretat i lluita de mà lliure contra Pistola.

## Proves i entrenaments
Existeix un entrenament en el qual hi ha centenars d'accessoris escampats i el Sr. Sang ha d'ensenyar com ajuntar totes peces d'extensió (armar i desarmar una arma de foc), després de l'après ve la celebració per la seva conquesta, ja que els seus noms quedaran des de llavors inscrits en or (graduació).
Al principi de la classe es fa un exercici conegut originalment com tancar la baioneta sis vegades contra un banc de fusta, existeixen importants marques per comprovar l'ús de la baioneta entre dos bancs, la qual cosa segons Sam Tam Chi, sembla a una abella entre dos tigres.
Es diu que un gira i celebra estudiant a l'humà.

## Armament
Després de protegir la tècnica d'atrapament de mans, ha dit amb profunda sensació: "el rifle és l'arma rei dels soldats", el rifle és difícil de trencar amb qualsevol arma.
Té l'energia de la baioneta. La baioneta té usos especials, pot travar l'arma de l'enemic, però al no travar-se és una espasa.
Segons la Biografia, YanQing Zhang celebra la tècnica del rifle per ser magnífica, 
| « | ... es pot inserir la pell i la carn amb el gran rifle en un punt d'acupuntura de la persona. | » |

### Xingyiquan i Bagua Dao
Baguashan és el nom pel Wushu dels 8 diagrames i de 9 palaus, que no necessàriament es practica juntament amb el Sabre. A causa que la pràctica de l'habilitat amb el sabre en grup és dificultosa en el seu aprenentatge, comparada amb l'art del mètode pràctic requerit en l'atac i la defensa. Per aquest motiu, el Maestro Liu Yun Qiao 刘云樵, després de la seva vinguda a Taiwan, flama al seu germà d'iniciació, el Sr. Sang Tam Chi [桑丹棨]. Liu sabia feia temps que el Sr. Sang era molt bo, però que mai havien pres deixebles. Per això li va demanar que ajudés al món de les arts marcials ensenyant-li a alguns dels seus propis estudiants. Així va donar instruccions als seus alumnes Dai ShiZhe 戴士哲 i El seu Yuchang que anessin com a aprenents a estudiar l'Hsing I amb el Maestro Sang. Apresa la tècnica, Sifú Dai va a l'estranger varis mesos per acabar la tasca.
El Mestre Sang va ensenyar Xing Yi Quan i el sabre de vuit diagrames (pakua dao) al món de les arts marcials. Però aquesta habilitat del sabre de vuit diagrames és rigorosa i exquisida, preserva extremadament la tècnica tradicional del sabre íntegrament. A diferència del que comunament s'observa, inclou una forma uniforme de caminar el sabre dels vuit diagrames del pakua.

## Anècdotes
| « | Segons el Sr. Yu Sangyun. La bona boxa xinesa que accentua flexibilitat i que confon a l'opositor deriva de l'autor Sam Tam Chi | » |